# Jan de Bouter
Johannes (Jan) de Bouter (Culemborg, 31 maart 1916 – aldaar, 19 juni 1994) was een Nederlands voetbaltrainer.

## Carrière
De Bouter was als speler van zijn zestiende tot zijn vierendertigste actief in het eerste team van RKV Fortitudo. Daar begon hij al tijdens zijn spelersloopbaan met het trainen van de jeugd en werd aan het einde van zijn spelersloopbaan ook trainer van het eerste team. Hij trainde drie jaar amateurclub HVV Hengelo en kwam in 1955 bij VSV. Met de Velser club werd hij vierde in de Eerste Klasse A waardoor de club het seizoen daarna in de Eerste divisie uitkwam. De Bouter behaalde het hoogste trainersdiploma bij de KNVB en assisteerde bondscoach Elek Schwartz op het FIFA jeugdtoernooi. In 1958 werd hij aangetrokken als hoofdtrainer van het Tilburgse NOAD. Daarnaast was hij jeugdleider bij de KNVB en trainde ook RKSV Boxtel. In zijn eerste seizoen wist hij met een vijftiende plaats NOAD in de Eredivisie te houden maar in 1959 ging het met een zeventiende plaats mis en degradeerde de club. In het seizoen 1959/60 won NOAD de nacompetitie van de Eerste divisie en promoveerde weer terug naar de Eredivisie. De Bouter was initiator voor het maken van voetbalinstructievideo's bij de KNVB. Eind 1960 kreeg De Bouter via de KNVB het aanbod om in Zuid-Afrika profclub The Brothers te gaan trainen. Hij bleef echter in Tilburg en vanwege de tegenvallende resultaten werd op zijn initiatief het eerste elftal vanaf januari 1961 samengesteld door een keuzecommissie die naast de trainer uit nog drie leden bestond. NOAD werd echter laatste in de Eredivisie en degradeerde.
Hij trainde vervolgens twee seizoenen AGOVV in de Tweede divisie waarmee hij in zijn eerste seizoen promotie via de nacompetitie misliep. De Bouter werd in 1966 trainer van Heracles.  In zijn eerste seizoen behaalde hij met de club uit Almelo een negende plaats in de Eredivisie. In het seizoen 1965/66 vielen de resultaten tegen. De Bouter liet zich in maart 1966, nadat hij zich kritisch over de club uitgelaten had in de media, op eigen verzoek op non-actief stellen. Onder interim-trainer Jan Bijl degradeerde de club na een zestiende en laatste plaats en De Bouter vertrok hierna. In zijn periode bij Heracles trainde hij ook SV Enter.
In 1966 werd De Bouter trainer van VV Elinkwijk waarmee hij in zijn eerste seizoen na een zeventiende plaats uit de Eredivisie degradeerde. Het seizoen daarna werd een achtste plaats in de Eerste divisie behaald. De Bouter trainde twee seizoen ZFC dat uitkwam in de Tweede divisie. Hierna ging hij zowel de amateurs van Vitesse als SV TOP trainen. In het seizoen 1972/73 keerde hij terug bij het inmiddels naar de amateurs (Eerste klasse) afgedaalde Elinkwijk. De Bouter werd als trainer van het in de Eerste klasse spelende DOVO in augustus 1974 aangesteld als technisch manager bij Vitesse. Bij Vitesse beschikte Ned Bulatović niet over de vereiste trainersdiploma's. De VVON, die vond dat er sprake was van een stroman, startte hierover een zaak tegen de KNVB. Met DOVO werd De Bouter in 1975 kampioen in de Eerste klasse B. Bulatović kreeg ook voor het seizoen 1975/76 dispensatie van de bond maar stapte in september 1975 op. De Bouter werd vervolgens hoofdtrainer van Vitesse. In november 1975 moest hij zich vanwege medische redenen tijdelijk laten laten vervangen door Clemens Westerhof. In januari 1976 zegde de nog niet volledig herstelde De Bouter zijn contract bij zowel Vitesse als DOVO op per het einde van het seizoen. In april 1976 werd hij, inmiddels weer werkzaam, bij Vitesse ontslagen vanwege het niet volgen van technische afspraken. Het bestuur wilde dat Ben Hulshoff zou worden opgesteld.
De Bouter werd in 1977 trainer van amateurclub CVV Vriendenschaar. Met de club promoveerde hij in zijn debuutseizoen naar de Hoofdklasse van de afdeling Utrecht en in 1980 naar de Vierde klasse KNVB. Daar nam hij in 1981 na een derde plaats afscheid. Hierna fungeerde hij ad-interim nog enkele malen als trainer. Zo wist hij in 1985 DOVO van degradatie uit de Eerste klasse te behoeden. Zijn laatste club was Roda Boys waar hij in 1990 na enkele weken met hartklachten moest afhaken.
Oorspronkelijk was De Bouter opgeleid tot kleermaker en droeg altijd nette pakken met opvallende dassen. Hij bleef vrijgezel en was zijn hele leven woonachtig in Culemborg waar hij in 1994 op 78-jarige leeftijd overleed.